# TwoTricky
TwoTricky (Two Tricky) — исландский поп-дуэт, образованный специально для Евровидения-2001. В состав коллектива входят Гуннар Олафсон (исл. Gunnar Ólafsson) и Кристьян Гисласон (исл. Kristján Gíslason). Группа представляла свою страну на конкурсе песни Евровидение 2001 с песней «Angel». Несмотря на большую популярность со стороны фанатов конкурса и положительных отзывов со стороны жюри, выступление оказалось неудачным — получив всего три балла (один балл от Норвегии и два балла от Дании), Исландия заняла последнюю (22-23) позицию (вместе с представителем Норвегии, который получил всего 3 балла от Португалии).
Один из участников группы — Гуннар Олафсон — в настоящее время является участником группы Sigurjón's Friends.